# Qallimiut
Qallimiut nebo Qallumiut (v tunumiitu Qallimiit, zastarale Kagdlimiut, Kagdlumiut nebo Kagdlimît) je farma v kraji Kujalleq v Grónsku. Nachází se asi 30 km severovýchodně od Eqalugaarsuitu, stejnou vzdálenost jižně a severovýchodně od Igaliku a Alluitsupu Paa a asi 35 km východně od Qaqortoqu. Asi 10 km od Qallimiutu se nachází opuštěná farma Eqaluit. V roce 2017 tu pracovalo 8 farmářů, ale dříve tu žilo mnohem více farmářů. Nejvíce tu v roce 1977 žilo 28 farmářů, později se ale začali farmáři stěhovat.